# 室田智美
室田 智美（むろた ともみ、1969年5月12日 - ）は、元札幌テレビアナウンサー・報道制作局報道部報道記者。身長155cm。1992年入社（同期は佐々木律）。 2003年にNNSアナウンス大賞・ラジオ部門大賞を受賞。2015年7月より報道製作局報道部記者。2016年3月退社。

## 過去の出演番組

### テレビ
- ドラマっ娘くらぶ
- S-presso
- 北、再発見21
- 喜瀬のこれは五つ星
- 知事です!!もっと知ってナットク北海道（ドゥちゃん役）
- もっと〜っSTV（番組宣伝）
  - もっと〜っSTV DX
- 金曜ロードショークイズ
- サンデー!北のなるほ堂（ごはん3杯の旅） → おしえて!北のなるほ堂
- 夢プロジェクトほっかいどう（番組キャラクター・ドゥちゃん役）

### ラジオ
- オハヨー!ほっかいどう
- 室田智美のラジオジャングル600秒
- アタックヤング（ピンチヒッターで数回）
- 喜瀬ひろしのときめきワイド
  - 千秋・室田のパッパラパラダイス
  - 歌謡パレード
- 福永俊介のホットラインまっちょ
- 島本和彦のマンガチックにいこう!（2001年10月 - 2003年9月）
- ムロマニ読本（1996年10月 - 2000年9月）
  - リスナーから寄せられたはがきを元に、彼女自身の考えや悩みへの回答を伝えた番組。
- ドクター小川の健康一番（担当は2004年12月まで）
- サウンズNOW
- 歌謡ヒット情報
- きっとヒット歌謡曲
- 生ワイド・STVヒットランキング
- 室田智美のミュージックサタデー
- サンデーパラダイス（2006年度）
- サンデーミュージックファイター（2007・2008年度）
- Dear Woman
- 工藤じゅんきの十人十色（火・水）
- 9時ですリクエストプラザ
  - 1997年4月 - 2000年6月（不定期）
  - 2000年7月 - 2001年6月（月-木曜）
  - 2001年7月 - 2009年3月（月-水曜）
  - 2009年4月 - 2015年6月（月-金曜）
- ラジオスペシャル「韓国の音楽が熱い」（月1回、2004年6月 - 2015年6月）

## 音楽
シングル
- ふたりの札幌 - ウェイバックマシン（2007年9月27日アーカイブ分）（ポニーキャニオン、1999年11月19日発売）喜瀬ひろしとのデュエット